# Aspeland

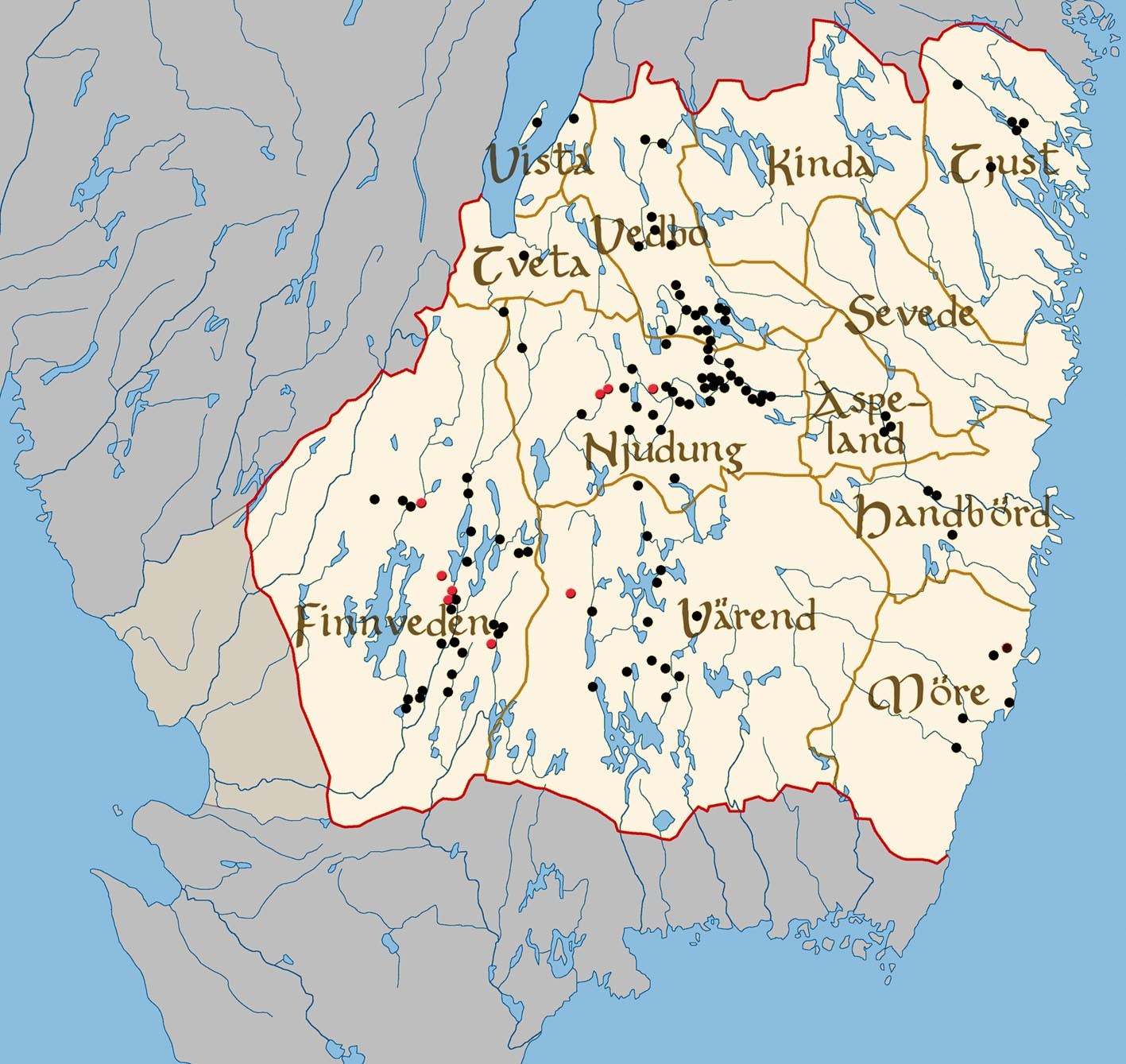
Granice poszczególnych små landen tworzących Smalandię. Czerwonymi i czarnymi punktami oznaczone są zachowane kamienie runiczne z okresu wikingów

Aspeland – jeden z tzw. små landen (pol. „małe kraje”), krain tworzących prowincję historyczną (landskap) Smalandia w Szwecji.
Aspeland stanowiło w średniowieczu stosunkowo niewielką terytorialnie, samodzielną krainę z osobnymi prawami i własnym tingiem w Målilla. Obszar krainy (smålandet) pokrywa się z okręgiem (härad) Aspelands härad, co w przybliżeniu odpowiada większej części współczesnej gminy Hultsfred w regionie administracyjnym (län) Kalmar. Aspeland oznacza „kraj mieszkańców wzgórz”, tj. mieszkańców wzgórz okalających dolinę rzeki Emån.